# Queen's Club
De Queen's Club is een sportclub op Palliser Road in de Londense wijk West Kensington, in het district Hammersmith en Fulham. Het dichtstbijgelegen metrostation is Barons Court. Het is een privéclub, waarvan men enkel lid kan worden op voordracht van twee bestaande leden. Kandidaat-leden worden eerst geïnterviewd op hun geschiktheid en komen dan op een wachtlijst tot zij formeel verkozen worden.
Hier worden jaarlijks de Queen's Club Championships georganiseerd, een belangrijk grastennistoernooi dat tevens een voorbereidingstoernooi is voor het toernooi van Wimbledon. Naast tennisvelden, zowel in open lucht als indoor, beschikt de club ook over terreinen voor "real tennis" (jeu de paume), racketsport en squash.
De club is gesticht in 1886 en de naam van de club verwijst naar koningin Victoria. Het was het eerste multisportcomplex van de wereld, en in de beginjaren werden er niet minder dan 25 verschillende sporten beoefend, waaronder voetbal, rugby, atletiek en kunstrijden op de schaats. Tijdens de Olympische Zomerspelen 1908 vonden er de wedstrijden in jeu de paume, rackets en indoortennis plaats.
Tot 1922 speelde de voetbalploeg Corinthians FC haar thuiswedstrijden in de Queen's Club. Op het einde van de jaren 1920 concentreerde de Queen's Club zich op tennis en aanverwante sporten en werden de andere sporttakken naar elders verplaatst.